# Ovahe
Ovahe es una playa ubicada en el nororiente de la isla de Pascua. Ubicada a 1,5 km al sudeste de Anakena, de la cual está separada por un cerro, Ovahe es una cala rodeada de acantilados de origen volcánico de color rojizo. Sus aguas son de color turquesa y su arena fina es de color rosado producto de la mezcla de la escoria volcánica y del coral blanco erosionados.
Se desconoce acerca de los nativos que vivieron en Ovahe, pero a partir de restos arqueológicos encontrados en la playa, se tiene seguridad que sólo fue por unos años y que luego se dio paso a que se utilizara este lugar como centro religioso y cultural para el pueblo rapanui. En el año 2012, una marejada produjo un desprendimiento de piedras que dejó a la vista antiguos restos arqueológicos, incluyendo sitios de entierro no señalados y recubiertos con piedras, entre los que se hallaron osamentas datadas en más de 200 años.
La playa es uno de los últimos reductos de la flora costera original de la isla de Pascua, como la Boerhavia acutifolia que solo se halla en Ovahe. Producto de la erosión costera, las olas ha reducido considerablemente la cantidad de arena natural de la playa, dejando solo roca volcánica en su lugar.
De agua tibia y transparente, Ovahe no es una playa apta para el baño debido a su oleaje y fuertes corrientes, pero sí es posible realizar actividades como snorkel, buceo o pesca.